# Nippoptilia distigmata
Nippoptilia distigmata là một loài bướm đêm thuộc họ Pterophoridae. Nó được tìm thấy ở Hàn Quốc.
Sải cánh dài 15–16 mm.

## Từ nguyên
Tên cụ thể của các loài mới có nguồn gốc từ tiếng Hy Lạp, di (nghĩa là hai) và stigma (nghĩa là chỗ), đề cặp đến 2 điểm trên ngực.